# Beulah (banda)
Beulah fue un grupo indie de San Francisco, California, comúnmente asociado con el grupo The Elephant Six Collective.

## Historia

### Comienzos: 1996-1998
La banda se formó en 1996 por Miles Kurosky y Bill Swan en San Francisco, cuando los dos estaban trabajando en el cuarto de correos de una oficina. Descubrieron que compartían gustos musicales, y a pesar de que no parecían caerse muy bien, decidieron formar una banda. 

Esta temprana versión de Beulah grabó una canción cada 6 semanas por 16 meses en su grabador.
Robert Schneider, líder de The Apples in Stereo y miembro de Elephant 6, demostró su interés por la banda y expresó deseo de estrenar su primer sencillo, "A Small Cattle Drive in a Snowstorm", en Elephant 6 Records.
Su primer álbum, Handsome Western States, se estrenó el mismo año, también en Elephant 6 Records, producido por Robert Schneider. 
El disco se agotó en muy poco tiempo; aquella asociación continuo a lo largo de su carrera, a pesar de no haber grabado otro disco con su discográfica - ellos están listados como una parte de la familia de Elephant 6 en su sitio inoficial  (aparentemente la mejor fuente de información para estas cosas), y han girado con otros miembros del grupo como Dressy Bessy, Ladybug Transistor, Olivia Tremor Control, y Of Montreal. 
Para girar en soporte del álbum, Steve La Follette, Steve St. Cin, y Pat Noel se unieron a la banda, haciendo así sus primeros shows junto a The Apples.

### 1999-2002
Dos años después, en 1999, se publicó su segundo álbum, When Your Heartstrings Break, que fue aclamado por la crítica. 

El sonido de la banda había cambiado -- según Kurosky, su sonido había progresado desde "lo-fi a mid-fi". 
Archivado el 4 de febrero de 2012 en Wayback Machine., e incorporaba una amplia gama de instrumentos, utilizando dieciocho músicos adicionales

cuerdas y trompas sobre todo, junto con otros instrumentos más exóticos; los instrumentos sumaron a unas docenas en número. Durante este tiempo, la banda añadió a Bill Evans, teclista. Shifty Disco Records, una casa disquera de Oxford, Inglaterra, también estrenó dos sencillos en el mismo año solamente en el Reino Unido; Score from Augusta y Sunday Under Glass, y Emma Blowgun's Last Stand era estrenado el año próximo. Estos sencillos tenían de lado B canciones de Handsome Western States, los cuales no eran estrenados en el Reino Unido, y era agotado en los Estados Unidos, hasta que la banda hizo 2000 copias más en 1999 con otra portada. Accidentalmente, "Emma Blowgun's Last Stand" también se editó en Australia, esta vez con dos canciones extra.
La banda continuó haciendo muchas giras durante 1999, descansando en 2000. Steve St. Cin salió de la banda después de la extensa gira, siendo reemplazado por Danny Sullivan. En este tiempo, Kurosky se mudó a Japón, quedándose con un amigo por ocho semanas, escribiendo las canciones que con el tiempo llegarían a ser su tercer álbum. Él entonces mandó demos a cada miembro de la banda, quienes sucesivamente mandaron sus versiones de, y adiciones a, las canciones. Este proceso hizo yuxtaposiciones interesantes en el proceso de escribir las canciones de la banda, como dijo Kurosky en una entrevista: «Bill podría escucharla como una canción soul, mientras que Pat la consideraba una canción country -- y a mí me podrían gustar ambas partes, utilizando ambas.» 

Kurosky entonces convirtió estas grabaciones en el inicio del nuevo álbum de la banda, The Coast Is Never Clear. Durante el proceso de grabar, Kurosky fue diagnosticado como maníaco-depresivo y empezó a asistir a sesiones diarias de terapia  (enlace roto disponible en Internet Archive; véase el historial, la primera versión y la última).
, 
lo cual informaba el ánimo del álbum, que era frecuentemente depresivo, en contraste con la música veraniega y alegre. Esto también hizo las sesiones de grabar muy difíciles, como se describió en el diario de estudio de Bill Swan: «Miles me amenazó con tirarme un micrófono en la cabeza. Esta será una larga grabación.» .

Para añadir a esos problemas personales, Beulah también encontró otros problemas con el estreno del álbum, primariamente la compra de Capricorn Records, quienes habían firmado a Beulah, luego del estreno de When Your Heartstrings Break, esto incluía la compra de todas las acciones discográficas, excepto Beulah y tres otras.

Al fin, el álbum fue estrenado por Velocette Records, una casa disquera nueva, independiente, el 11 de septiembre de 2001. El álbum recibió nuevamente una gran aclamación crítica,

y la banda siguió de gira, a pesar de tener que cancelar sus fechas europeas en el invierno de aquel año. Después del estreno de este álbum, Steve St. Cin y Bill Evans dejaron de la banda, siendo reemplazados por Eli Crews y Pat Abernathy.

### 2002-2004
En 2002, Beulah reestrenó Handsome Western States por la tercera vez, y giró en los Estados Unidos; después de eso, la banda empezó a preparar canciones para su cuarto álbum. El periodo alrededor de la concepción y grabación de Yoko estuvo lleno de tensiones personales para la banda: Kurosky y su novia se separaron, y tres de los seis miembros de la banda tenían divorcio mientras de la grabación del álbum. Los cimientos de la banda empezaron a temblar y surgieron rumores acerca de que la banda se separaría. La disposición del álbum era ciertamente más oscura y la banda quitó mucha de la instrumentación que había estado presente en sus álbumes previos, prefiriendo crear un sonido más directo. Cuando se estrenó en 2003, recibió una reacción muy semejante a sus dos álbumes previos.

Un álbum de demos, apropiadamente llamado Yoko Demos, se estrenó en diciembre del mismo año.
En este tiempo, pareció que Beulah estarán viniendo abajo. Mensajes crípticos aludiendo a un fracaso aparecieron en el sitio de red de la banda, y el estado de la banda generaba muchas especulaciones. Beulah habían dicho que, si Yoko no alcanzaba el oro, la banda se separaría. El álbum no recibió ese estatus, y así la banda, después de una gira final, se separó con un concierto en Battery Park en Nueva York, en 5 de agosto de 2004. Recientemente, un DVD croniclando su gira última en otoño 2003, titulado A Good Band Is Easy to Kill (refiriendo a su canción "A Good Man Is Easy to Kill", cual, sucesivamente, refiere a la ama de Miles Kurosky para Flannery O'Connor), se estrenó, otra vez a mucha aclamación; Tiny Mix Tapes dijo que era una de los mejores DVD de música del año.

## Discografía[11]

### Álbumes
- Handsome Western States (Elephant 6; 1997)
- When Your Hearstrings Break (Sugar Free; 1999)
- The Coast Is Never Clear (Velocette; 2001)
- Yoko (Velocette; 2003)

### Sencillos
- A Small Cattle Drive in a Snow Storm (Elephant 6; 1997)
- Sunday Under Glass (Shifty Disco; 1999)
- Score From Augusta (Shifty Disco; 1999)
- Emma Blowgun's Last Stand (Shifty Disco; 2000)
- Emma Blowgun's Last Stand (Elastic Records; 2000)
- Popular Mechanics For Lovers (Shifty Disco; 2001)